# Barsebäcks församling
Barsebäcks församling var en församling i Lunds stift och i Kävlinge kommun. Församlingen uppgick 2002 i Löddebygdens församling.

## Administrativ historik
Församlingen har medeltida ursprung. 
Församlingen var till och med 1961 moderförsamling i pastoratet Barsebäck och Hofterup. Från 1962 till och med 2001 annexförsamling i pastoratet Löddeköpinge, Barsebäck och Hög som till och med 1972 även omfattade Borgeby församling och till och med 1991 Hofterups församling. Församlingen uppgick 2002 i Löddebygdens församling.

## Kyrkor
- Barsebäcks kyrka